# Club Atlético Independiente
Club Atlético Independiente (normalt bare kendt som Independiente) er en argentinsk fodboldklub fra byen Avellaneda. Klubben spiller i landets bedste liga, Primera División de Argentina, og har hjemmebane på stadionet Estadio Libertadores de América. Klubben blev grundlagt den 1. januar 1905, og har siden da vundet så mange titler, at klubben figurerer som en af de mest succesrige i argentinsk fodboldhistorie. Det er blevet til 14 argentinske mesterskaber, syv Copa Libertadores-titler, to Intercontinental Cup, to Supercopa Sudamericana, tre Copa Interamericana og én Recopa Sudamericana.
Independientes største rivaler er et andet Aveelaneda-hold, Racing Club.

## Titler
- Argentinsk mesterskab (14): 1938, 1939, 1948, 1960, 1963, 1967 (Nacional), 1970 (Metropolitano), 1971 (Metropolitano), 1977 (Nacional), 1978 (Nacional), 1983 (Metropolitano), 1989, 1994 (Clausura), 2002 (Apertura)

- Copa Libertadores (7): 1964, 1965, 1972, 1973, 1974, 1975, 1984

- Intercontinental Cup (2) 1973, 1984

- Supercopa Sudamericana (2) 1994, 1995

- Copa Interamericana (3) 1973, 1974, 1975

- Recopa Sudamericana (1) 1995

- Copa Sudamericana (2) 2010 2017

- Copa Suruga Bank - J league Sudamericana (1) 2018

## Kendte spillere
| - Raimundo Orsi (1920–28), (1935) - Manuel Seoane (1921–33) - Roberto Porta (1931–33) - Antonio Sastre (1931–42) - Arsenio Pastor Erico (1934–46) - Emilio Reuben (1937–41) - Vicente de la Mata (1937–50) - Ernesto Grillo (1949–57) - Rodolfo Micheli (1952–57) - José Varacka (1952–60) - Rubén Marino Navarro (1952–66) - Roberto Ferreiro (1958–68) - Raúl Bernao (1961–71) - Miguel Ángel Mori (1962–66) - Miguel Ángel Santoro (1962–74) - Ricardo Elvio Pavoni (1965–76) - Idalino Monges (1966–70) - Luis Artime (1966–68) - Aníbal Tarabini (1966–70) - José Omar Pastoriza (1966–72) - Héctor Yazalde (1967–71) - Eduardo Commisso (1968–75) - Miguel Ángel Raimondo (1969–74) - Eduardo Maglioni (1969–73) - Luis Garisto Pan (1971–74) - Agustín Balbuena (1971–75) - Francisco "Pancho" Sá (1971–76) - Ricardo Bochini (1972–91) | - Daniel Bertoni (1973–78) - Percy Rojas (1975–76) - Enzo Trossero (1975–85) - Hugo Villaverde (1976–91) - Omar Larrosa (1977–80) - Antonio Alzamendi (1978–82) - Carlos Fren (1978–82) - Jorge Olguín (1979–83) - Néstor Clausen (1980–88), (1995–96) - Ricardo Giusti (1980–91) - Gabriel Calderón (1981–83) - Carlos Manuel Morete (1982–83) - Jorge Burruchaga (1982–85), (1995–98) - Carlos Enrique (1982–88) - Claudio Marangoni (1982–88) - José Alberto Percudani (1982–88) - Gerardo Reinoso (1983–87), (1992) - Franco Navarro (1986–88) - Luis Alberto Islas (1986–95), (2003) - Rogelio Delgado (1987–92) - Carlos Alfaro Moreno (1988–91), (1993–94) - Sergio Vargas (1988-91), (1992) - Hermes Desio (1989–94) - Claudio Borghi (1990) - Néstor Craviotto (1991–95) - Gustavo Adrián López (1991–95) - Sebastián Rambert (1991–95), (2000–01) | - Daniel Garnero (1991–95), (1997–99), (2000–01) - Eber Moas (1992–94) - Pablo Rotchen (1992–99) - Hugo Pérez (1993–95) - José Serrizuela (1993–96) - Albeiro Usuriaga (1994–95), (1996–98) - Faryd Mondragón (1994–98), (1999-00) - Roberto Acuña (1995–97) - Christian Díaz (1995-00) - Jorge Daniel Martínez (1995–98), (2000–01), (2004–05) - Gabriel Milito (1997-03) - Esteban Cambiasso (1998-01) - José Luis Calderón (1996–97), (1998–99), (2003) - Diego Forlán (1998-02) - Mariano Pernía (2000–02) - Matías Vuoso (2000–02) - Pablo Horacio Guiñazú (2001–03) - Andrés Silvera (2001–03), (2009-) - Daniel Montenegro (1999), (2002–03), (2006–09) - Federico Insúa (2002–03), (2004–05) - Lucas Pusineri (2002–03), (2007-) - Sergio Agüero (2003–06) - Óscar Ustari (2005–07) - Germán Denis (2006–08) - Lucas Mareque (2007-) |

## Danske spillere
- Ingen